# Eugeissona
Eugeissona je rod palmi (Arecaceae), jedini u podtribusu Eugeissoninae, dio tribusa Calameae, potporodica Calamoideae. Sastoji se od šest vrsta iz Azije (Borneo, Tajland, Malajski poluotok).

## Vrste
1. Eugeissona ambigua Becc.
2. Eugeissona brachystachys Ridl.
3. Eugeissona insignis Becc.
4. Eugeissona minor Becc.
5. Eugeissona tristis Griff.
6. Eugeissona utilis Becc.